# Grant McLennan
Grantley William McLennan (* 12. Februar 1958 in Rockhampton, Queensland, Australien; † 6. Mai 2006 in Brisbane, Australien) war ein australischer Gitarrist, Bassist, Sänger und Songwriter. Bekannt wurde er als Mitglied der Go-Betweens.

## The Go-Betweens
McLennan wurde in Rockhampton/Queensland geboren. Nach dem Tod seines Vaters zog die Familie auf eine Viehfarm in Nordqueensland. McLennan besuchte ein Internat in Brisbane. 1976 nahm er ein Studium an der University of Queensland auf.
1977 traf er Robert Forster, der McLennan dazu inspirierte, Bass spielen zu lernen und mit ihm eine Band zu gründen. Nach einigen Probemonaten nahm das Duo seine erste Single auf. 1982 veröffentlichten die Go-Betweens ihr erstes Album, Send me a Lullaby. Mit dem Einstieg des Bassisten Robert Vickers wechselte McLennan vom Bass zur Gitarre. Schrieb in der Anfangsphase Forster den Großteil der Songs, entwickelte McLennan mit der Zeit eine eigene Handschrift, oftmals inspiriert von melancholischen Kindheitserinnerungen (Cattle & Cane, Bye Bye Pride). McLennan und Forster schrieben ihre Songs niemals zusammen, sondern arrangierten fertige Songs mit der Band.
Von der Kritik hochgelobt, gelang der Band niemals der große Durchbruch. Nach dem im Wesentlichen akustischen Album 16 Lovers Lane (1989) lösten McLennan und Forster die Go-Betweens in gegenseitigem Einvernehmen auf, jedoch ohne vorher Schlagzeugerin Lindy Morrison und Multiinstrumentalistin Amanda Brown konsultiert zu haben.

## Soloalben
Das Debüt Watershed und der Nachfolger Fireboy schließen stilistisch an McLennans Go-Betweens-Songs an und zeichnen sich durch ausgefeilte Akustikgitarren-Arrangements und einfach strukturierte Songs aus. Das dritte Album, Horsebreaker Star, wurde in den USA aufgenommen und kombinierte Country-Einflüsse mit McLennans Songwriting. Sein letztes Soloalbum, In Your Bright Ray, steht in der Linie des psychedelischen Gitarren-Pops.
Zwischenzeitlich arbeitete McLennan mit Steve Kilbey von The Church unter dem Namen Jack Frost zusammen. Sie nahmen zunächst ein Debütalbum auf, das die unterschiedlichen Arbeitsweisen von McLennan (klassisches Songwriting) und Kilbey (Studioexperimente) vereinte. Drei Jahre später nahmen sie zusammen mit dem Schlagzeuger Tim Powles das zweite Album Snow Job auf, welches eine härtere Gangart einschlug. Snow Job wurde 1996, vier Jahre nach der Aufnahme, veröffentlicht.
Dazu gastierte McLennan bei verschiedenen Künstlern, wie z. B. der kanadischen Songwriterin Mae Moore.

## The Go-Betweens II
2000 reanimierten Forster und McLennan die Go-Betweens und veröffentlichten gemeinsam weitere drei Alben, die kommerziell erfolgreicher als die Aufnahmen aus den 80er Jahren waren. Höhepunkt des Erfolges stellte die Auszeichnung mit dem australischen ARIA-Award für das beste Rock-Album (Oceans Apart) dar.
Grant McLennan starb am 6. Mai 2006 im Alter von 48 Jahren in seinem Haus in Brisbane im Schlaf, vermutlich an einem Herzinfarkt. Robert Forster verkündete kurze Zeit darauf das Ende der Go-Betweens.

## Solo-Diskografie
- 1991: Watershed
- 1994: Fireboy
- 1995: Horsebreaker Star
- 1997: In Your Bright Ray
- 2007: Intermission: The Best Of The Solo Recordings 1990–1997 (Compilation. CD1: Robert Forster, CD2: Grant McLennan) (Beggars Banquet)

Diskografie mit den Go-Betweens siehe dort.